# 키우시
키우시(이탈리아어: Chiusi, 에트루리아어: Clevsin, 움브리아어: Camars, 고대 그리스어: Κλύσιον, 라틴어: Clusium)는 이탈리아 토스카나주 시에나도에 있는 코무네다.

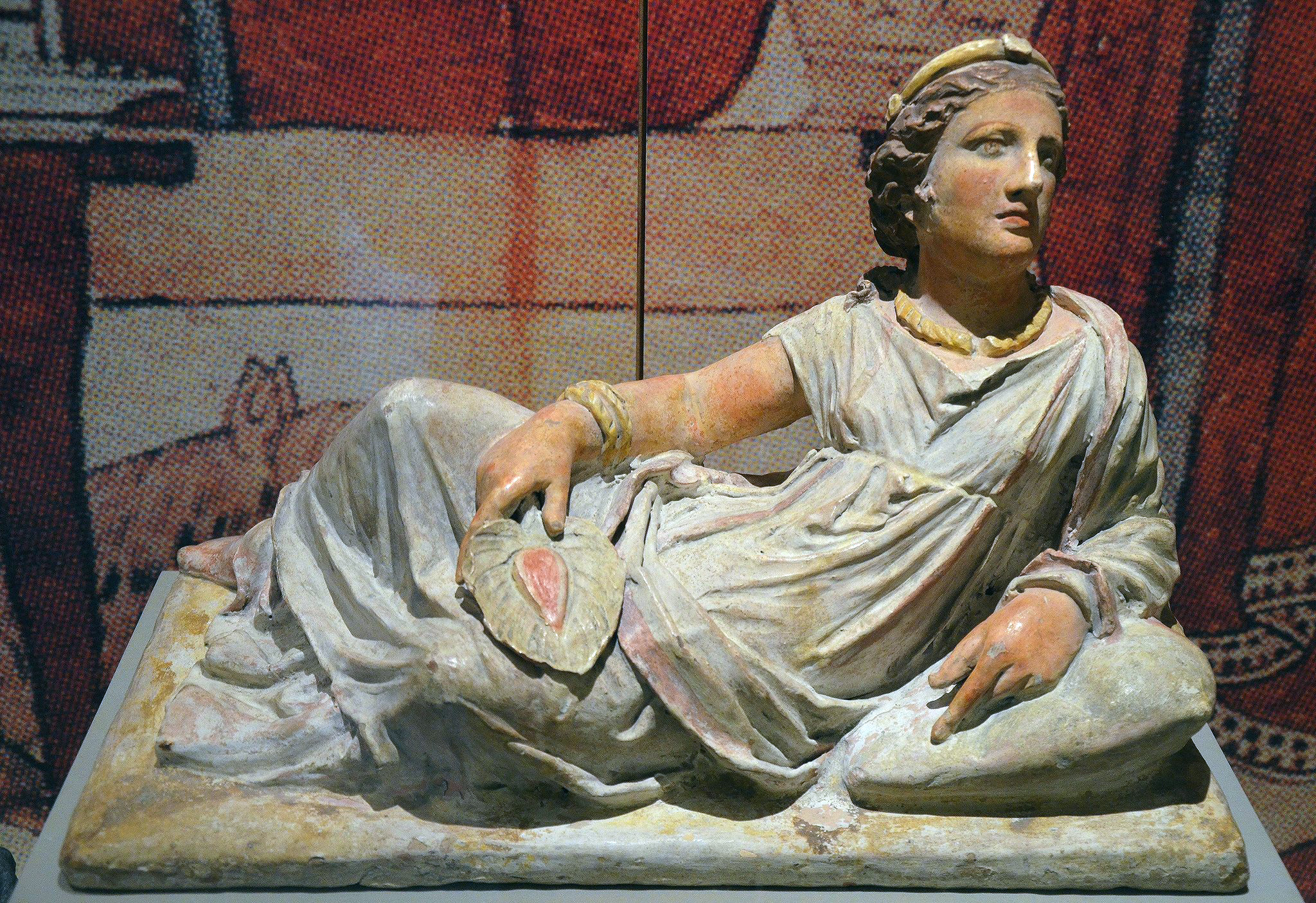
독일 바덴 주립 박물관에 있는 키우시 여신상

## 역사
클루시움은 에트루리아 연맹 도시 중 가장 강력한 도시 중 하나였다. 키우시는 기원전 3세기에 로마의 영향권 아래에 들어왔고 동맹시 전쟁에 참여하기도 하였다.
서기 540년 동고트족에게 점령당했고 이후 롬바르드 공국의 영토가 된다. 11세기부터는 지역 주교의 지배를 받았고, 그후 오르비에토의 위협을 당하다가 1231년부터 1556년까지 시에나 공화국의 지배를 받았고, 그후 토스카나 대공국에 합병된다.

## 자매 도시
- 프랑스 앙드레지유부테옹
- 독일 노이젠부르크